# Tillfried Cernajsek
Tillfried Cernajsek (* 24. November 1943 in Wien) ist ein österreichischer Mikropaläontologe.
Cernajsek studierte seit dem Sommersemester 1964 an der Universität Wien, wo er 1971 im Fach Paläontologie zum Dr. phil. promoviert wurde. 1972 fing er an, an der Geologischen Bundesanstalt in Wien als Bibliothekar zu arbeiten. 2008 trat er in den Ruhestand.
Als Mikropaläontologe beschäftigt sich Cernajsek unter anderem mit Ostrakoden aus dem Jungtertiär.

## Veröffentlichungen
- Die Entwicklung und Abgrenzung von Aurila Pokorny im Neogen Österreichs. In: Verhandlungen der Geologischen Bundesanstalt. 1971, S. 571–575 (zobodat.at [PDF; 389 kB]).
- Zur Palökologie der Ostrakodenfauna am Westrand des Wiener Beckens. In: Verhandlungen der Geologischen Bundesanstalt. 1972, S. 237–246 (zobodat.at [PDF; 612 kB]).
- Die Ostradenfaunen der Sarmatischen Schichten in Österreich. In: Chronostratigraphie und Neostratotypen. Miozän der Zentralen Paratethys. Band IV, Slowak. Akad. d. Wiss., Bratislave 1974, S. 458–484.